# Lussemburgo ai Giochi della XXXIII Olimpiade
Il Lussemburgo ha partecipato ai Giochi della XXXIII Olimpiade, svoltisi a Parigi dal 26 luglio all'11 agosto 2024, con quattordici atleti, otto uomini e sei donne.

## Delegazione
| Sport            | Uomini | Donne | Totale |
| ---------------- | ------ | ----- | ------ |
| Atletica leggera | 2      | 2     | 4      |
| Ciclismo         | 1      | 1     | 2      |
| Equitazione      | 2      | 0     | 2      |
| Nuoto            | 1      | 0     | 1      |
| Tennistavolo     | 1      | 2     | 3      |
| Tiro con l'arco  | 1      | 0     | 1      |
| Triathlon        | 0      | 1     | 1      |
| Totale           | 8      | 6     | 14     |

## Risultati

### Atletica leggera
| Q | Qualificato al turno successivo per la posizione in qualificazione                                                           |
| q | Qualificato per il turno successivo per ripescaggio o, negli eventi su campo, conquistando la misura minima per qualificarsi |

Eventi su pista e strada
| Atleta                 | Evento                 | Preliminari | Preliminari | Batteria  | Batteria  | Ripescaggi | Ripescaggi | Semifinale      | Semifinale      | Finale          | Finale          |
| Atleta                 | Evento                 | Risultato   | Posizione   | Risultato | Posizione | Risultato  | Posizione  | Risultato       | Posizione       | Risultato       | Posizione       |
| ---------------------- | ---------------------- | ----------- | ----------- | --------- | --------- | ---------- | ---------- | --------------- | --------------- | --------------- | --------------- |
| Ruben Querinjean       | 3000 m siepi maschili  | N.D.        | N.D.        | 8'27"97   | 9º        | N.D.       | N.D.       | N.D.            | N.D.            | non qualificato | non qualificato |
| Patrizia van der Weken | 100 m piani femminili  | Bye         | Bye         | 11"14     | 2ª Q      | N.D.       | N.D.       | 11"13           | 4ª              | non qualificata | non qualificata |
| Vera Hoffmann          | 1500 m piani femminili | N.D.        | N.D.        | 4'07"64   | 12ª R     | 4'11"28    | 10ª        | non qualificata | non qualificata | non qualificata | non qualificata |

Eventi su campo
| Atleta       | Evento                  | Qualifica | Qualifica | Finale          | Finale          |
| Atleta       | Evento                  | Misura    | Posizione | Misura          | Posizione       |
| ------------ | ----------------------- | --------- | --------- | --------------- | --------------- |
| Bob Bertemes | Getto del peso maschile | 20,27 m   | 17º       | non qualificato | non qualificato |

### Ciclismo
Due atleti lussemburghesi si sono qualificati come corridori per gli eventi di corsa su strada dopo aver ottenuto le quote attraverso la classifica nazionale UCI.

#### Ciclismo su strada
Maschile
| Atleta      | Evento         | Tempo    | Posizione |
| ----------- | -------------- | -------- | --------- |
| Alex Kirsch | Corsa in linea | 6h26'57" | 40º       |

Femminile
| Atleta            | Evento         | Tempo    | Posizione |
| ----------------- | -------------- | -------- | --------- |
| Christine Majerus | Corsa in linea | 4h04'23" | 17ª       |

### Nuoto
| Atleta         | Gara                        | Batterie | Batterie | Semifinali      | Semifinali      | Finale          | Finale          |
| Atleta         | Gara                        | Tempo    | Pos.     | Tempo           | Pos.            | Tempo           | Pos.            |
| -------------- | --------------------------- | -------- | -------- | --------------- | --------------- | --------------- | --------------- |
| Ralph Daleiden | 100 m stile libero maschili | 49'12"   | 30º      | non qualificato | non qualificato | non qualificato | non qualificato |

### Tennistavolo
Il Lussemburgo ha iscritto tre giocatori di tennistavolo a Parigi 2024. Luka Mladenovic, Ni Xia Lian e Sarah De Nutte, si sono qualificati per i giochi in virtù dei primi dodici giocatori classificati, nei rispettivi eventi, attraverso la pubblicazione della classifica mondiale finale per Parigi 2024.
| Atleta          | Evento            | Preliminari          | 64-esimi                   | 32-esimi             | 16-esimi             | Ottavi di finale     | Quarti di finale     | Semifinali           | Finale               | Classifica      |
| Atleta          | Evento            | Avversario Risultato | Avversario Risultato       | Avversario Risultato | Avversario Risultato | Avversario Risultato | Avversario Risultato | Avversario Risultato | Avversario Risultato | Classifica      |
| --------------- | ----------------- | -------------------- | -------------------------- | -------------------- | -------------------- | -------------------- | -------------------- | -------------------- | -------------------- | --------------- |
| Luka Mladenovic | Singolo maschile  | Bye                  | J. Groth P (0-4) (DEN)     | non qualificato      | non qualificato      | non qualificato      | non qualificato      | non qualificato      | non qualificato      | non qualificato |
| Ni Xia Lian     | Singolo femminile | Bye                  | S. Altınkaya V (4-2) (TUR) | Sun Y. P (0-4) (CHN) | non qualificata      | non qualificata      | non qualificata      | non qualificata      | non qualificata      | non qualificata |
| Sarah De Nutte  | Singolo femminile | Bye                  | Shao J. P (2-4) (POR)      | non qualificata      | non qualificata      | non qualificata      | non qualificata      | non qualificata      | non qualificata      | non qualificata |

### Triathlon
| Atleta        | Evento      | Nuoto  | Trans. 1 | Ciclismo | Trans. 2 | Corsa | Totale | Classifica |     |
| ------------- | ----------- | ------ | -------- | -------- | -------- | ----- | ------ | ---------- | --- |
| Jeanne Lehair | Individuale | 23'36" | 0'54"    | dnf      | dnf      | dnf   | dnf    | dnf        | dnf |